# Euonymus nitidus
Euonymus nitidus är en benvedsväxtart som beskrevs av George Bentham. Euonymus nitidus ingår i släktet Euonymus och familjen Celastraceae. Inga underarter finns listade.